# Effondrement d'un supermarché à Riga
Le toit d'un supermarché de la chaîne Maxima situé dans le quartier de Zolitūde à Riga, capitale de la Lettonie, s'est effondré le 21 novembre 2013 à 17 h 41 heure locale, tuant 54 personnes, dont trois secouristes, et en blessant 39 nécessitant des soins médicaux.
Ce fut la pire catastrophe en Lettonie depuis 1950 lorsque le navire Maïakovski a coulé à Riga, entraînant la mort de 147 personnes.
Le centre commercial avait été construit en 2011 et avait été sélectionné pour un prix d'architecture. La police lettone évoque trois hypothèses qui pourraient expliquer la cause de l'accident : la conception du bâtiment lui-même, sa construction, et les nouveaux éléments qui ont été installés sur le toit qui était en cours de travaux en vue de l'aménagement d'un jardin suspendu (selon les médias lettons).
| Nationalité | Morts |
| ----------- | ----- |
| Lettonie    | 51    |
| Russie      | 2     |
| Arménie     | 1     |
| Total       | 54    |

## Réactions

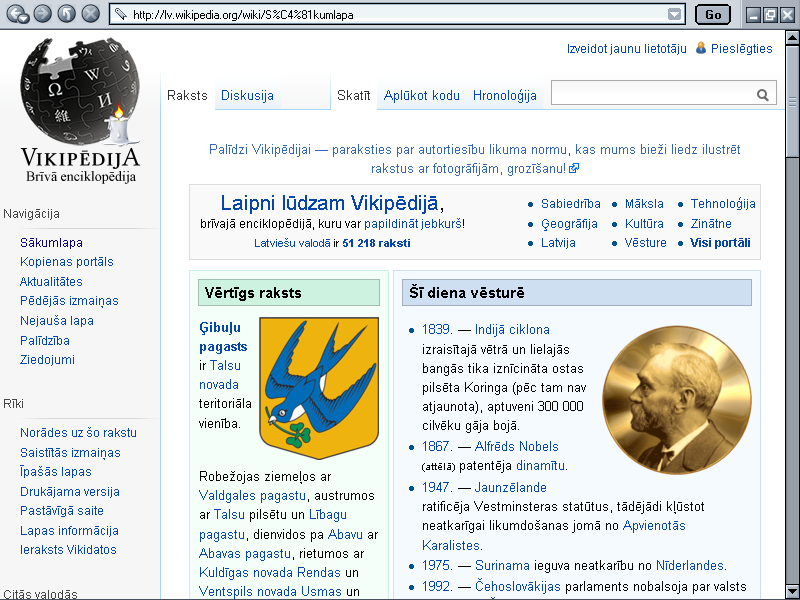
Wikipédia en letton avec le logo en noir

Le maire de Riga Nils Ušakovs a indiqué que le bâtiment sera démoli et qu'un mémorial sera construit à sa place.
Plusieurs sites lettons, y compris la Wikipédia en letton, ont changé leurs logos pour inclure des images noires et des bougies ou ont mis en place des bannières de condoléances. Un ruban noir a également été superposé sur le logo de la télévision nationale au cours de leurs émissions ; les présentateurs et présentatrices de cette même chaîne ont aussi porté ce ruban noir.
Les représentants de Maxima Lettonie ont exprimé leurs condoléances aux familles des défunts. Après une réunion d'urgence, le conseil d'administration de Maxima a indiqué qu'il y aurait des contrôles effectués sur tous les magasins Maxima.

### À l'international
- Arménie - Le président Serge Sargsian a envoyé un télégramme de condoléances au président de la Lettonie[9].
- Estonie - À l'instar de la Lituanie, l'Estonie a tenu une journée de deuil le dimanche. Le président de l'Estonie a exprimé sa tristesse et a dit qu'il pleurait avec le peuple letton[10].
- Union européenne - Le président de la Commission européenne José Manuel Barroso a envoyé un message de condoléances à Andris Bērziņš et à la population de la Lettonie[11].
- Finlande - Le président de la Finlande Sauli Niinistö a présenté ses condoléances aux proches des défunts et a exprimé son soutien aux sauveteurs[12].
- Lituanie - Un jour de deuil a été décrété le dimanche après la tragédie. Le Président, le Premier ministre et le Seimas de Lituanie ont exprimé leurs condoléances[13].
- Turquie - Le président Abdullah Gül a envoyé ses condoléances dans un appel téléphonique au président Andris Bērziņš[14].
- Russie - Le président Vladimir Poutine a exprimé ses condoléances et a offert de l'aide pour le sauvetage des victimes (la Lettonie a indiqué que l'aide internationale n'était pas nécessaire)[15],[16].
- Saint-Siège - Le nonce apostolique Luigi Bonazzi a déclaré qu'il était très attristé par la catastrophe et qu'il priait pour les victimes de la tragédie et pour la guérison rapide de ceux qui ont été blessés. Il a également déclaré que le pape François a envoyé ses condoléances[17].